# Massacre de Columbine na cultura popular
A seguir se apresenta uma lista de referências culturais para o Massacre de Columbine, de 1999.

## Música
Referências ao massacre apareceram na música popular.
- Uma música chamada "Leave Me Alone", da banda gótica The Crüxshadows foi remixada como "Leave Me Alone (Shaft 20/20 Mix)" para incorporar clipes de áudio do segmento anti-gótico do programa de notícias da ABC, 20/20, que foi ao ar no dia seguinte ao massacre.[1]
- Os alunos da Columbine High School, Jonathan e Stephen Cohen escreveram uma canção chamada Friend of Mine (Columbine), que brevemente recebeu airplay nos Estados Unidos depois de ser apresentada em um serviço de memorial transmitido na televisão do país. A música foi comprimida para CD, com os recursos que beneficiam as famílias afetadas no massacre, e mais de 10 mil cópias foram pedidas. Pouco depois do lançamento do CD single, a música também foi destaque no CD Lullaby for Columbine.[2]
- Amanda Palmer, que faz parte da banda The Dresden Dolls, performou "Strength Through Music" durante o Festival Edinburgh Fringe, em 2007. É uma música sobre Columbine. Ela afirmou que foi escrita há algum tempo antes, embora ela não tenha esclarecido o prazo. Strength Through Music está em seu primeiro CD solo, intitulado Who Killed Amanda Palmer, e também fez uma versão em vídeo da música filmado na Lexington High School, em Massachusetts, nos Estados Unidos, que era a escola onde ela estudou. O vídeo tem um prefixo de definição de modo falado.
- O Rapper Tyler, The Creator fez uma referência ao massacre em sua música "Yonkers". Ele também tem uma música intitulada "Pigs", da qual ele afirmou em um tweet que era inspirada nos dois atiradores de Columbine.
- O Rapper Violent J, do super grupo de hip-hop Dark Lotus, mencionou o massacre de Columbine no primeiro álbum do Dark Lotus, Tales from the Lotus Pod, na 10ª faixa do álbum, "Bad Rep".[3]
- O Rapper Bones lançou um álbum sobre o massacre em 25 de fevereiro de 2014, intitulado TeenWitch. As músicas entram nas mentes de Eric Harris e Dylan Klebold, conduzindo ao massacre e ao longo do massacre.
- O Rapper Eminem se referiu ao massacre várias vezes ao longo de sua discografia. A referência mais conhecida, na música "I'm Back", do álbum The Marshall Mathers LP (2000), continha uma frase sobre Columbine que foi censurada. Ele faz referência a essa censura em "Rap God" (The Marshall Mathers LP 2, 2013) e repete a frase, dizendo que não será censurada desta vez porque ele não é tão famoso como era quando "I'm Back" foi lançada. As músicas "Remember Me?" e "The Way I Am" (The Marshall Mathers LP) também fazem referência ao massacre, e o vídeo da música "White America" inclui uma referência a tiroteios em escolas no primeiro refrão.
- A música "Pumped Up Kicks", da banda Foster the People, foi inspirada no massacre de Columbine.

- A música "Broccoli", do cantor DRAM, menciona o massacre de Columbine.

- Marilyn Manson fez uma música também inspirada no massacre de Columbine, chama-se "The Nobodies" e foi lançada em 2000. Apesar de ter sido apontado em 1999 pela mídia como uma influência para Eric e Dylan, investigações descobriram que os dois não ouviam o músico.

## Tela

### Televisão
- Em uma entrevista para a TV Guide, Mike Judge contou a história de uma carta que recebeu a respeito do episódio "Wings of the Dope", de King of the Hill, no qual o falecido namorado da protagonista a visita em forma de anjo. O episódio foi exibido nos Estados Unidos em 4 de maio de 1999, duas semanas após o massacre, e a fã que escreveu a carta para Mike Judge estava dentro da escola durante o massacre; ela disse que o episódio a ajudou a se permitir sofrer por um amigo por quem ela estava apaixonada, e que, durante o massacre, finalmente decidiu contar, mas, mais tarde, acabou descobrindo que ele era um dos atiradores (por causa disso, ela foi pressionada a reprimir seus sentimentos).[4]
- Dois episódios de Buffy the Vampire Slayer foram adiados depois que estavam programados para serem exibidos não muito tempo depois do massacre. O primeiro era o episódio "Earshot". Embora o episódio tivesse a ver com violência escolar, há uma cena reminiscente do tiroteio na Universidade do Texas em Austin. O episódio "Graduation Day, Part Two" também foi adiado para quase dois meses depois do massacre, por causa da cena onde os alunos estão empunhando armas. Ele foi exibido somente depois que a The WB recebeu "milhares de cartas que exigiam que o último episódio da temporada fosse exibido".[5]
- No episódio "Halloween (Part 2)", de American Horror Story, o fantasma de uma das vítimas do tiroteio que Tate causou em sua escola, da qual ele não se lembra, pergunta para ele: "Você acredita em Deus?". Quando ele se surpreende com a pergunta, ela diz: "Você me perguntou se eu acreditava em Deus e então colocou uma arma na minha cabeça".[6] No episódio seguinte, "Piggy Piggy", uma cena na qual Tate atira em várias vítimas em uma biblioteca é mostrada, e é muito parecida com o massacre na biblioteca do tiroteio em Columbine.[7]
- Um episódio do programa de documentários Zero Hour, do Discovery Channel, mostra os eventos do massacre, e inclui uma reencenação detalhada.
- Todo Mundo Odeia o Chris fez uma pequena referência ao massacre no episódio em que Greg aparece de sobretudo na escola e vários alunos correm dele.
- 13 Reasons Why fez uma grande referência ao massacre no 13º episódio da 2ª temporada, "Adeus", utilizando elementos como bullying, vestimentas, armas e até a mesma data do massacre, para referenciar o evento.

### Filme
- Reunion, uma aclamada curta-metragem sobre as 13 vítimas assassinadas na tragédia de Columbine e o que suas vidas poderiam ter sido se não tivessem sido mortas.[8]
- Em 2003, um filme chamado Zero Day foi lançado, que detalhava os eventos que levaram a um tiroteio em uma escola. Este filme foi fortemente baseado em Columbine.
- Bowling for Columbine, um documentário do cineasta Michael Moore, explora o massacre dentro do contexto da cultura americana na época.[9]
- O filme Freddy vs. Jason mencionou o massacre de Columbine através da personagem Kia, ao dizer que a polícia estava agindo como um tipo de coisa Columbine.
- O filme I'm Not Ashamed, que foi lançado em 21 de outubro de 2016, foi encomendado pela família de Rachel Scott para homenagear sua filha, que foi a primeira vítima do massacre de Columbine.[10]
- Elephant, um filme lançado em 2003 e dirigido por Gus Van Sant, que sutilmente segue dois estudantes e seus planos de causar um tiroteio em sua escola, foi inspirado nos eventos de Columbine.
- Dawn Anna, um filme de duração da vida, foi produzido em 2005. O filme é inspirado em Dawn Anna Townsend, cuja filha, Lauren, foi morta na biblioteca de sua escola durante um tiroteio. Filmagens noticiárias reais da escola durante o tiroteio são brevemente mostradas. Dawn Anna é interpretada por Debra Winger.
- The Life Before Her Eyes protagonizado por Uma Thurman e Evan Rachel Wood também foi baseado no massacre. Apesar de só haver um atirador no filme, é nítido que o filme foi inspirado pelo massacre de Columbine, por conta de um professor que também foi assassinado junto com vários alunos.

## Literatura
- Brooks Brown, um sobrevivente que foi alvo dos alunos e da aplicação da lei após o massacre devido à sua amizade ao longo da vida com Dylan Klebold, reagiu ao massacre e suas consequências em seu livro de memórias, No Easy Answers: The Truth Behind Death at Columbine, lançado em 2002.
- O livro de Jeff Kass, Columbine: A True Crime Story, lançado em 2009, é um livro em que o autor explica os eventos que levaram à tragédia usando a pesquisa.
- Susan Klebold, a mãe de um dos atiradores, Dylan Klebold, publicou uma redação sobre as consequências do massacre em uma edição da O Magazine, em 2009.[11] Ela também escreveu um livro de memórias intitulado A Mother's Reckoning: Living in the Aftermath of Tragedy, lançado em 15 de fevereiro de 2016.[12]
- O livro de Dave Cullen, Columbine, lançado em 2009, inclui uma análise do massacre e dos atiradores.
- Em Theory of Bloom, Tiqqun revela o potencial revolucionário dos tiroteios em escolas.
- Uma edição não-publicada de Hellblazer, de Warren Ellis (escritor) e Phil Jimenez (artista) descrevia um estudo de uma série de tiroteios em escolas fictícios. A série é mensal e teria sido a edição de setembro de 1999 (#141), porém, a edição de agosto de 1999 (#140) foi seguida pela edição de outubro de 1999 (#141).[13][14]
- O jornal satírico The Onion discutiu o massacre em seu artigo Columbine Jocks Safely Resume Bullying.[15]
- Stephen King citou o massacre como uma das principais razões pelas quais ele permitiu que um romance recente fosse esgotado: Rage, escrito sob o nome de Richard Bachman, que se trata de um pistoleiro do ensino médio. (No entanto, certos temas do livro foram desenvolvidos na história de Carrie.) Stephen King realmente se referiu a Carrie como a "versão feminina de Eric Harris e Dylan Klebold".[16]